# ماتسون، میشیگان
ماتسون (به انگلیسی: Matteson Township) یک منطقهٔ مسکونی در ایالات متحده آمریکا است که در شهرستان برنچ، میشیگان واقع شده‌است.
 ماتسون ۹۴٫۰ کیلومتر مربع مساحت و ۱٬۲۱۸ نفر جمعیت دارد و ۲۷۶ متر بالاتر از سطح دریا واقع شده‌است.